# 佟徽年
佟徽年（？—1694年），漢軍正藍旗人，清朝軍事將領。浙閩總督佟代之子。
佟徽年襲三等阿達哈哈番（三等輕車都尉）。曾任參領，康熙十三年（1674年）升任河南河北總兵官。同年，升任河南提督。後於康熙二十九年（1690年）任廣東左翼副都統。康熙三十三年（1694年）去世。
佟徽年有子佟國璜、佟國璨。